# Ammoniaklaboratorium
Das Ammoniaklaboratorium ist ein traditionsreiches großes Laboratorium in der Zentralforschung der BASF SE. Das Labor befindet sich in Ludwigshafen am Rhein, einem der größten Chemiestandorte der Welt.
Das Labor wurde von Alwin Mittasch zwischen 1912 und 1932 geleitet. In diese Zeit fiel die Entdeckung des Katalysators für die Ammoniaksynthese. Danach wurde das Labor von Martin Müller-Cunradi geleitet. 1940 hatte das Labor über 1300 Mitarbeiter. Die traditionellen Forschungsschwerpunkte des Ammoniaklabors sind die Entwicklung von Hochdruckverfahren, Katalyseforschung und die Entwicklung von katalytischen Verfahren.
Im Ammoniaklaboratorium wird die Entwicklung integrierter chemischer Verfahren für die Großprodukte der BASF bearbeitet. Über 100 Chemiker und 1000 Mitarbeiter bearbeiten zahlreiche Forschungsprojekte im Labor- und Technikumsmaßstab.